# Илавче
Илавче (укр. Ілавче) — село в Ивановской сельской общине Тернопольского района Тернопольской области Украины.
До 2020 года входило в Теребовлянский район.
Население по переписи 2001 года составляло 1575 человек. Занимает площадь 8,796 км². Почтовый индекс — 48134. Телефонный код — 3551.